# Dorsifulcrum albescens
Dorsifulcrum albescens là một loài bướm đêm trong họ Geometridae.